# RX (バンド)
RX（アールエックス）は、日本のバンド。ジャズ、ファンク、プログレッシブ・ロックなどをベースにしたフュージョンをメインとしていた音楽ユニット。

## 概要
聖飢魔IIの構成員であったライデン湯沢（現 雷電湯澤、ドラム担当）とゼノン石川（現 石川俊介、ベース担当）を核として結成、そこへ聖飢魔IIをサポートしていた妖怪マツザキ様（怪人松崎様。現 松崎雄一、キーボード担当）が加わり3名を中心として活動した。ユニット名もRaiden Yuzawa、Xenon Ishikawaの頭文字を取ってRX としている。

## 略歴
1991年に1stアルバム『CHEMICAL REACTION』発表。本多俊之、渡辺香津美、和田アキラほか豪華なゲストも話題を呼び、オリコンチャート最高14位というインストゥルメンタルとしては異例のヒットとなった。同アルバムに伴うライブではアルバムに参加したミュージシャンの殆んどがステージに立ち、その模様はライブ・アルバム『Rare' Xtra』に収録された。
聖飢魔IIの活動に専念するため一時的に活動を休止していたが、解散後に人間の姿で再始動、2000年にはアルバム『Zeitmesser』を発表。初の全国ツアーも行う。
翌2001年に発表されたアルバム『Elements』にはジョン・ウェットンが参加。さらに彼は同アルバム完成直後に行われたライブにもゲスト出演。これがきっかけでウェットンのロンドン公演のサポートが決定する。ウェットンと共に演奏されたエイジアの楽曲も収めたロンドン公演の模様は、DVD『live in LONDON』として発表された。
そして続くアルバム『KISS OF LIFE』を発表、東名阪ツアーを行う。そしてコンピレーション・アルバム2枚を発表。これに伴うツアー「RXの休息」の後再び活動を休止。その後も同3名は「デーモン小暮の邦楽維新Collaboration」において「黒船バンド」名義でのライヴ活動を行っていた。
2013年、10年間の活動休止期間を経て復活。プログレッシブ・ロックをベースとしたアルバム『Heliosphere』をリリースした。

## 作品

### オリジナル・アルバム
- CHEMICAL REACTION （1991年9月21日）
- Zeitmesser（2000年5月20日）
- Elements （2001年4月21日）
- KISS OF LIFE （2002年8月1日）
- Heliosphere （2013年9月25日）

#### ライブ・アルバム
- Rare 'Xtra （1994年1月21日）

#### コンピレーション・アルバム
- Best Of Rx Chemical Elements - Vocal Selection -  （2003年）
  1. Riding Higher （作詞：ブレンダ・ヴォーン、作曲：松崎雄一）　
  2. Close To Me （作詞：ロビー・ダンズィー、作曲：雷電湯澤）
  3. ARCADIA （作詞：ジョン・ウェットン、作曲：雷電湯澤、原詞：デーモン小暮閣下）
  4. SARAH （作詞：ブレンダ・ヴォーン、作曲：松崎雄一）
  5. BAD AGAIN （作詞：デーモン小暮閣下、作曲：SGT.ルーク篁III世）
  6. NEVER SAY NEVER （作詞：ブレンダ・ヴォーン、作曲：松崎雄一）
  7. I am innocent （作詞：ジョン・ウェットン、作曲：松崎雄一）
  8. Crazy Heart （作詞：ロビー・ダンズィー、作曲：雷電湯澤）
  9. Endless Spiral （作曲：松崎雄一）
  10. LOVE FLIGHT （作詞：デーモン小暮閣下・Bob Dyer、作曲：デーモン小暮閣下）ライブ録音
  11. CHEMICAL REACTION （作曲：松崎雄一）ライブ録音

  - ゲスト：ジョン・ウェットン、ジョー・リノイエ、ロビー・ダンズィー、ブレンダ・ヴォーン、ルーク篁II、藤井陽一
- Best Of Rx Chemical Elements - Instrumental Selection -  （2003年）
  1. !HEヨY （作曲：松崎雄一）
  2. S.T.F （作曲：石川俊介）
  3. CORAL （作曲：松崎雄一）
  4. get it! get it! （作曲：松崎雄一）　
  5. Tangerine （作曲：Jimmy page、Robert Plan）
    - ゲスト：渡辺香津美、和田アキラ、岩見和彦、勝田一樹、福原将宜

  6. WAR CLOUD （作曲：雷電湯澤）
  7. Show of courage （作曲：石川俊介）
  8. Ordinary Days （作曲：松崎雄一）
  9. Tempest （作曲：雷電湯澤）
  10. ALBATROSS （作曲：雷電湯澤）

### VHS/DVD
- モンスター・リズム・バトル（教則ビデオ）（1991年）
- RX with John Wetton Live in London （2001年）